# Mamates bevisi
Mamates bevisi är en insektsart som beskrevs av Pieter D. Theron 1986. Mamates bevisi ingår i släktet Mamates och familjen dvärgstritar. Inga underarter finns listade i Catalogue of Life.